# Rotary International
Rotary International är en internationell organisation vars medlemmar är organiserade i självständiga klubbar. Organisationen har 1,2 miljoner medlemmar i omkring 32 000 klubbar i 200 länder. Medlemmarna är personer från olika verksamheter inom näringsliv, samhälle och organisationer. Rotary International genomför globala humanitära projekt. Ett av Rotary Internationals största projekt är PolioPlus med målet att utrota polio.

## Översikt
Rotary verkar för att höja den humanitära och etiska standarden i samhället, vilket man menar utgör en förutsättning för fred i världen. Man ser medlemmarnas personliga bekantskap med varandra som ett medel för detta. Organisationens motto är på svenska ”osjälviskt tjänande” eller "omtanke utan baktanke". Etiken kan också sammanfattas i det så kallade 4-frågeprovet som den enskilde bör rätta sig efter inför beslut i olika frågor: "Är det sant? Är det juste mot alla inblandade? Kan det bygga god vilja och fördjupa vänskap? Är det till nytta för alla inblandade?"
Medlemskap sker genom inval efter ansökan eller personlig rekommendation. Syftet är att medlemmarna ska utgöra ett tvärsnitt av olika samhällssektorer. Varje medlem får därför en yrkesklassifikation. Klubbmötena är samtidigt öppna, och medlemmarna får fritt medföra icke-medlemmar som gäster. Det är ofta så som intresse brukar väckas för medlemskap.
Rotaryklubbarna sammanträder regelbundet varje eller varannan vecka på en fastställd plats (vanligtvis en restaurang) för att äta en måltid och lyssna till ett aktuellt föredrag eller presentation samt följa upp och driva sin klubbs olika projekt. I Sverige kombineras veckomötet oftast med lunch, men även frukost förekommer. Denna sed varierar dock i olika länder, där också middag kan förekomma.
Rotaryklubbarnas projekt är i första hand lokala, där klubbens medlemmar har förutsättningar att gemensamt bidra med kunskap, tid och finansiering. I takt med förbättrade kommunikationer och ett större kulturutbyte har intresset ökat för engagemang mellan rotaryklubbarna även i det globala nätverket.
Medlemmar bär ofta Rotarys märke, som kallas rotaryhjulet; det är ett kugghjul i guld och blått med sex ekrar. Märkets utformning fastställdes 1924 och motiverades med att "Rotary är en jättelik maskin, och den enskilda klubben ett hjul, som alltid är i rörelse till andras bästa." Rotarys märke sitter ofta på ytterväggen till sammanträdeslokalen. Det kan också förekomma som flagga.

## Historik
Den första Rotaryklubben grundades 1905 i Chicago, Illinois, USA. Initiativtagare var advokaten Paul Harris. Rotary International startades 1910 under namnet The National Association of Rotary Clubs och bytte till sitt nuvarande namn 1922 efter att grenar hade formats i många andra länder. I dag finns omkring 35 000 Rotaryklubbar i 220 länder med tillsammans cirka 1,2 miljoner medlemmar.

### Rotary i Sverige
Den första svenska rotaryklubben bildades i Stockholm 1926. I Sverige finns idag cirka 26 000 rotarianer i 550 klubbar. Kung Carl XVI Gustaf är den svenska rotaryrörelsens beskyddare.
Organisationen har under de senaste tjugo åren minskat i antalet medlemmar. Rotary har sedan 1990-talet ökande svårigheter att attrahera yngre medlemmar. I Sverige är genomsnittsåldern på medlemmarna 62, i vissa klubbar över 70 år.
Mindre än var fjärde medlem är kvinna, trots att organisationen sedan 1989 är öppen för medlemmar av bägge könen.
Många av Rotarys långvariga medlemmar vänder sig samtidigt mot att den tidigare "elitära" medlemsstrukturen tunnats ut i Sverige, vilket bland annat visar sig i de förhållandevis höga medlemstalen. Som exempel har Tyskland endast dubbelt så många rotarianer som Sverige, trots en tio gånger större befolkning.

## Organisation
Rotary International grupperar världens rotaryklubbar i distrikt med omkring 40–60 klubbar i varje. Klubbarna i ett distrikt nominerar årligen en kandidat vilken under verksamhetsåret fungerar som Rotary Internationals "ombudsman", med uppgift att bidra till samverkan och stöd för klubbarnas verksamhet. Två svenskar har uppnått positionen av president för Rotary international och därmed ledare för den globala rotaryrörelsen: Ernst Breitholtz från Kalmar (1971–1972) och Carl Wilhelm Stenhammar från Göteborg (2005–2006). Rotaryklubbarna samlas varje år till en världskongress, Rotary Convention, vanligtvis i juni.

### Stiftelsen Rotarys Ungdomsutbyte – Rotary Youth Exchange
Stiftelsen Rotarys Ungdomsutbyte är en verksamhet som riktar sig till ungdomar i åldern 14–20 år med möjligheter att delta i olika utbytesprogram. Stiftelsen Rotarys Ungdomsutbyte erbjuder såväl ettåriga utbyten som sommarutbyten och lägerverksamhet (Camps). Sommarutbyte och lägerverksamheten förekommer i fler länder. Den som deltar i ett utbyte med Rotarys Ungdomsutbyte sponsras av en svensk Rotaryklubb och har en lokal rotaryklubb som sin fadder i utbyteslandet. Det finns inget krav på att den som söker till Rotarys Ungdomsutbyte måste har en koppling till Rotary, men utbytesstudenter förväntas vara delaktiga i fadderklubbens aktiviteter, om tid och möjlighet tillåter. Varje ansökan provas utifrån egen lämplighet och genom intervjuer.

### The Rotary Foundation
År 1917 föreslogs att en stiftelse skulle sättas upp "med syfte att göra goda gärningar i världen". År 1928, då stiftelsens tillgångar vuxit till 5 000 amerikanska dollar, fick denna sitt nuvarande namn The Rotary Foundation (TRF) och blev officiellt en del av verksamheten inom Rotary International. År 1930 delade The Rotary Foundation för första gången ut ett stöd, 500 amerikanska dollar, till the International Society for Crippled Children. Sedan 1927 har TRF mottagit 1 miljard dollar i gåvor, vilket har gjort det möjligt att årligen dela ut stöd. Perioden 2002–2003 delade TRF ut ungefär 70 miljoner dollar.

### Paul Harris Fellow
Paul Harris Fellow är en utmärkelse för bidrag om 1 000 dollar till The Rotary Foundation. För varje tillkommande gåva (av 1 000 dollar) läggs sedan en safir till på utmärkelsen. Numera är The Annual Programs Fund inom The Rotary Foundation mottagare. I Sverige är det vanligare att utmärkelsen delas ut som ett belöningstecken i rotaryklubbar. Den är uppkallad efter grundaren av Rotary International.

### Multidistriktsprojekt
På samma sätt som rotaryklubbar kan samverka i olika projekt kan rotarydistrikt samverka. Ett exempel på multidistriktsprojekt är Rotarys läkarbank, grundad i Sverige 1988, som gör det möjligt för läkare, tandläkare och narkossjuksköterskor att tjänstgöra vid kliniker och sjukhus i utvecklingsländer.

### Rotaract
Rotaract är Rotarys ungdomsverksamhet, och namnet är sprunget ur devisen ”Rotary in action”. Rotaract avser att skapa internationellt samförstånd och fred i världen. Sedan starten 1968 har hundratusentals medlemmar engagerat sig i samhällsstödjande hjälpprojekt.
Det finns idag 9 539 Rotaractklubbar med 219 000 medlemmar i 178 länder. Medlemmarna är studenter och unga yrkesverksamma i åldern 18 till 30 år.
I Sverige finns det 10 klubbar som driver lokala och internationella projekt, ibland i samarbete med Rotary och andra organisationer. Bibliotek i Uganda, hjälpsändningar till barnhem i Ryssland, datorer till skolor för funktionshindrade i Tunisien, läxläsningshjälp, studieutbyten, ledarskapsutbildning och mentorskapsprogram är exempel på engagemang.

## Hedersmedlemmar
Klubbarna har genom åren utsett ett stort antal hedersmedlemmar. Bland dessa återfinns ett stort antal statsöverhuvuden och andra kända personer. Även kontroversiella makthavare har på detta sätt välkomnats till Rotary. Några kända hedersmedlemmar är:
- Orville Wright, amerikansk flygpionjär
- Jean Sibelius, finsk kompositör
- Lennart Nilsson, svensk fotograf
- Guglielmo Marconi, italiensk uppfinnare av radiotelegrafen
- Walt Disney, Musse Piggs skapare
- Luciano Pavarotti, italiensk operasångare
- Hassan II, envåldshärskare i Marocko
- Augusto Pinochet, diktator i Chile
- Neil Armstrong, amerikansk astronaut
- Neville Chamberlain, brittisk premiärminister.